# San Julián (kommunhuvudort)
San Julián är en kommunhuvudort i Argentina.   Den ligger i provinsen Santa Cruz, i den södra delen av landet, 1 800 km sydväst om huvudstaden Buenos Aires. San Julián ligger 20 meter över havet och antalet invånare är 6 143.
Terrängen runt San Julián är platt. Havet är nära San Julián österut. Trakten runt San Julián är nära nog obefolkad, med mindre än två invånare per kvadratkilometer.. 
Omgivningarna runt San Julián är i huvudsak ett öppet busklandskap.